# Chaetogeoica graminiphaga
Chaetogeoica graminiphaga är en insektsart. Chaetogeoica graminiphaga ingår i släktet Chaetogeoica och familjen långrörsbladlöss. Inga underarter finns listade i Catalogue of Life.